# Vice-amiral (Canada)
Pour les articles homonymes, voir Vice amiral.

Insigne de manche du vice-amiral
(vice-admiral).

Vice amiral (ou vice-admiral en langue anglaise du Canada) est un grade de la marine militaire canadienne. 

## Description
Dans la Marine royale canadienne des Forces canadiennes, le grade de vice-amiral (en anglais : vice-admiral) est le deuxième grade dans le sens hiérarchique descendant (i.e. en partant du plus élevé). Son abréviation est « vam » et on s'adresse à lui en disant « amiral ». Ce grade correspond à celui de lieutenant-général dans l'Armée canadienne et l'Aviation royale du Canada. Le vice-amiral se voit attribuer une voiture d'état-major .
| Précédé par Contre-amiral | Vice-amiral | Suivi par Amiral |